# Philochortus intermedius
Pseuderemias intermedius — вид ящірок родини ящіркових (Lacertidae). Мешкає на Сомалійському півострові.

## Поширення і екологія
Pseuderemias intermedius мешкають в Сомалі та в сусідніх районах на сході Ефіопії. Вони живуть в гірських кам'янистих місцевостях та на прибережних рівнинах. Зустрічаються на висоті до 1700 м над рівнем моря. Відкладають яйця.